# Carlos Silva (beisbolista)
Carlos Silva (Ciudad Bolívar, Venezuela, 23 de abril de 1979) es un deportista de béisbol, lanzador derecho que jugó hasta 2010 para los Chicago Cubs en las Grandes Ligas de Béisbol, anteriormente jugó para los Philadelphia Phillies (2002-2003).
Silva tiene en su repertorio sobre todo bolas rápidas y cambios de velocidad. Silva llegó al equipo Minnesota Twins al ser cambiado por Eric Milton. En 2004 realizó exitosamente su transformación de lanzador relevista a abridor.

## Estadísticas de lanzamiento
| Año   | Equipo | Juegos | G  | P | S | Inn   | C   | H   | BB | EFE  |
| 2002  | PHI    | 68     | 5  | 0 | 1 | 84.0  | 34  | 88  | 22 | 3.21 |
| 2003  | PHI    | 62     | 3  | 1 | 1 | 87.1  | 43  | 92  | 37 | 4.43 |
| 2004  | MIN    | 33     | 14 | 8 | 0 | 203.0 | 100 | 255 | 35 | 4.21 |
| Total |        | 163    | 22 | 9 | 2 | 374.1 | 177 | 435 | 94 | 4.04 |

| G   | Ganados        | P   | Perdidos    | S | Salvados |
| Inn | Innings        | C   | Carreras    | H | Hits     |
| BB  | Bases por bola | EFE | Efectividad |   |          |